# Jaroslava Tvrzníková
Jaroslava Tvrzníková (* 17. dubna 1940 Praha) je česká herečka, režisérka, speakerka, novinářka a divadelní pedagožka, manželka herce Martina Štěpánka.

## Život
V českém filmu se objevila již v dětském věku v roce 1953 ve snímku Můj přítel Fabián. V roce 1956 si zahrála hlavní roli mladé dívky Bláži v českém filmu Robinsonka režiséra Jaromíra Pleskota, natočeného na námět stejnojmenného románu Marie Majerové. O rok později hrála v komedii Štěňata režiséra Ivo Nováka.
Ačkoliv původně chtěla být archeoložkou, zmíněné role ji přivedly ke studiu herectví – nejprve ve Studiu E. F. Buriana, později na pražské DAMU, kterou absolvovala v roce 1962.
V sedmnácti letech hrála ve filmové komedii Páté kolo u vozu (1958) dceru ústředního manželského páru (Miloš Nedbal, Vlasta Fabianová). V roce 1962 hrála ve hvězdně obsazeném dramatickém filmu o Terezíně Transport z ráje, natočeném podle povídkové knihy Arnošta Lustiga Noc a naděje. Později si zahrála významné role v dalších českých filmech, nicméně po nástupu do Národního divadla, tzn. od poloviny 60. let se v českém filmu a v televizi objevovala již jen zřídka a pokud ano, zpravidla v drobnějších rolích.
V roce 1965 přijala angažmá v činohře Národního divadla a strávila zde šestnáct sezón. Představila se např. jako Zina ve hře Strýčkův sen (1971, režie Miloslav Stehlík), Lady Teazlová ve Škole pomluv (1972, režie Miroslav Macháček), ztvárnila roli Rozárky ve hře Paličova dcera (1973, režie Jaromír Pleskot). V legendární Kočičí hře (premiéra 7.  února  1974), která dosáhla počtu čtyř set repríz, ztvárnila roli Myšky. Zahrála si roli Rozárky ve hře Středem země do Afriky (1976, režie Radovan Lukavský), Pachomovy ženy Ani ve hře Veranda v lese (1980, režie Jaromír Pleskot) aj.
V roce 1969 se provdala za kolegu z ND Martina Štěpánka. V roce 1981 s manželem a dětmi emigrovala do Rakouska. Od roku 1983 žila s rodinou v západním Německu v Mnichově, kde působila jako herečka a divadelní pedagožka. Spolupracovala také s rádiem Svobodná Evropa, v němž v té době aktivně působil její manžel. V roce 1994 se vrátili do vlasti.
Od roku 1996 působí jako divadelní pedagožka a školní režisérka na pražské DAMU.

## Divadelní angažmá
- 1962–1962 Realistické divadlo Zdeňka Nejedlého
- 1965–1981 Národní divadlo
- 1984–1994 Theater44 v Mnichově, Franz Werfel Theaterverein v Mnichově

## Filmografie, výběr

### Film
- 1956 Robinsonka – hlavní role: Bláža Borová
- 1957 Štěňata
- 1958 Páté kolo u vozu
- 1960 Ledoví muži – role: pouze hlas
- 1960 Sedmý kontinent
- 1960 Valčík pro milión – role: pouze hlas
- 1961 Spadla z měsíce – role: pouze hlas
- 1961 Králíci ve vysoké trávě
- 1962 Neschovávejte se, když prší
- 1962 Transport z ráje
- 1972 Zlatá svatba – role: učitelka
- 1979 Chlapi nepláčou

### Televize
- 1963 Etuda pro kontrabas (TV komedie)
- 1965 Zločin na poště (TV inscenace povídky) – role: poštovní úřednice Helenka
- 1966 Evžen Oněgin (TV inscenace románu ve verších Alexandra Sergejeviče Puškina) – role: Taťána Larinová
- 1970 Bližní na tapetě (TV cyklus mikrokomedií Malé justiční omyly) – role: matka Květa Zemanová (9. příběh: Dívčí válka)
- 1972 Bližní na tapetě (TV cyklus mikrokomedií Malé justiční omyly) – role: matka Květa Zemanová (10. příběh: Embéčko)
- 1974 Bližní na tapetě (TV cyklus mikrokomedií Malé justiční omyly) – role: matka Květa Zemanová (13. příběh: Výlet do neznáma)
- 1975 Chalupáři (TV seriál)
- 1975 Bohoušův syn (TV filmová komedie) – role: Konvalinková
- 1975 Poklad pod Černou hláskou (TV pohádka)
- 1976 Značka "Svobodný otec" (TV komedie) – role: Kristýnka, prodavačka v bufetu
- 1977 Nemocnice na kraji města (TV seriál)
- 1979 Zákon rovnosti (TV inscenace) – role: Márová
- 1981 Přicházejí bosí (TV cyklus her) – role: učitelka Marie (3.díl: Od rána do večera)
- 1999 Hotel Herbich (TV seriál)

## Dabing (výběr)
- 1960 Valčík pro milión – Karla Chadimová (Jana)
- 1961 Rušný den – Viktorija Duchina (Marina)
- 1961 Spadla z Měsíce – Heda Škrdlantová (Mája)
- 1965 Strašná žena – Karin Schröder (Alena)
- 1966 Velká modrá cesta – Federica Ranchi (Diana Squarciòvá)
- 1971 Hibernatus – Eliette Demay (Evelyne)
- 1971 Znamení trojúhelníku – Susan Hampshire (Trudy Emberdayová)
- 1972 Bullittův případ – Jacqueline Bisset (Cathy) [kino]
- 1973 Kolotoč – Mari Töröcsik (Mari)
- 1973 Týden bláznů – Carmen María Strujac (Caliopi)
- 1975 Věznice parmská – Renée Faure (Clelia Conti)
- 1976 Na druhou stranu mostu – Marla Landi (Mary)
- 1977 Finist, Jasný Sokol – Světlana Orlova (Aljonuška)
- 1978 Podezřelý – Dorothy White (Stella)
- 1979 Hořčice mi stoupá do nosu – Danielle Minazzoli (Danielle)
- 1979 Višňový sad – Tamara Torčinskaja (Varja)
- 1996 Poslední metro – Hénia Suchar (Yvonne)

### Dokument
- 2008 Poselství Jana Palacha (TV film)
- 2011 Příběhy slavných (TV seriál). Chlap na toboganu
- 2012 13. komnata (TV seriál). 13. komnata Jaroslavy Tvrzníkové

## Divadelní záznam
- 1967 Dům doni Bernardy – Adéla (režie Jan Matějovský, Alfréd Radok)

## Ocenění
- 2020 Cena Františka Filipovského za celoživotní mistrovství v dabingu